# Robert Mallet-Stevens
Robert Mallet-Stevens (París, 24 de marzo de 1886-París, 8 de febrero de 1945) fue un arquitecto y diseñador francés. 
Diplomado por la École spéciale d'architecture de París en 1910, trabajó primero, debido a  su interés por la colaboración entre las diversas artes, como diseñador de mobiliario y de decorados para el cine. Poco a poco desarrolló su faceta arquitectónica, casi en exclusiva para clientes privados. En el ámbito público, diseñó uno de los cuarteles del servicio de bomberos de la ciudad de París. 
En 1929 participó en la fundación de la Union des Artistes Modernes (UAM), que fue consolidada por Le Corbusier, Charlotte Perriand y Jean Prouvé, y que aspiraba a promover las emergentes tendencias del modernismo y la industrialización en el arte, aunque no tuvo el éxito esperado. 
Temiendo por la seguridad de su familia, pues estaba casado con una judía, durante la Segunda Guerra Mundial, tuvo que refugiarse del Gobierno de Vichy en Penne-d'Agenais, en el departamento del suroeste de Lot y Garona.
Su obra y realizaciones, poco conocidas a su muerte, cayeron en el olvido hasta la década de 1980. Posteriormente, una retrospectiva de su obra en el Centro Pompidou, ayudó a emprender restauraciones y rehabilitaciones de sus edificios, asentando su memoria.

## Obras

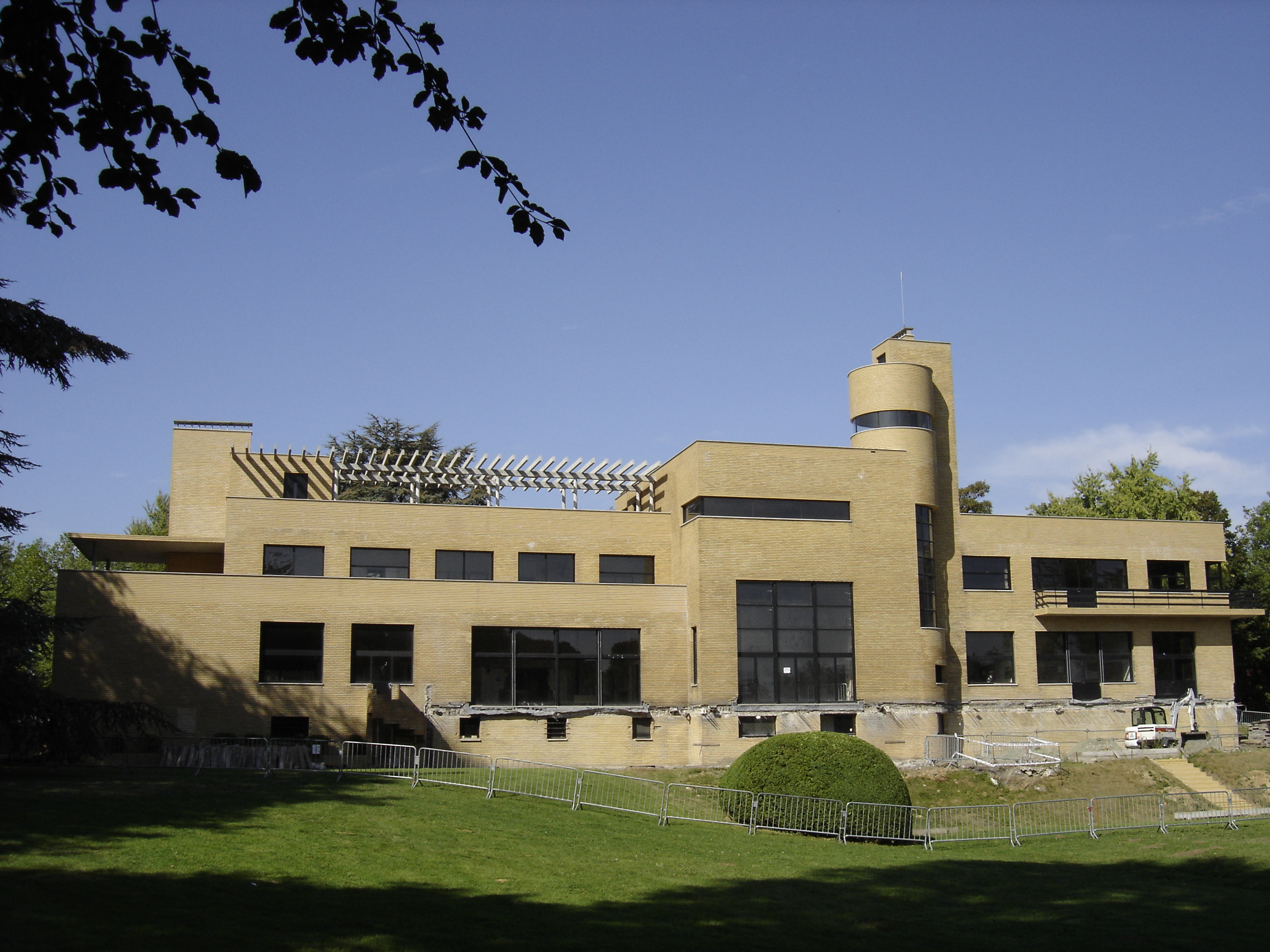
Villa Cavrois.

- 1924-25 Villa Paul Poiret de Mézy-sur-Seine, en el departamento de Yvelines.
- 1923-28 Villa Noailles en Hyères, sede del Centre d'art et d'architecture
- 1926-34 Residencias particulares de la rue Mallet-Stevens, en particular la situada en el número 10 conocida como Hotel de Jan y Joël Martel en el distrito XVI de París.
- 1929-32 Villa Cavrois en Croix, departamento de Norte.
- 1931-32 Casa y taller del maestro vidriero Barillet, en el nº 15 del square de Vergennes, París, distrito XV.
- 1936 Cuartel de bomberos en el nº 8 de la rue Mesnil, París, distrito XVI.